# Спецово
Спецо́во — деревня в Клинском районе Московской области России.
Относится к сельскому поселению Петровское, до муниципальной реформы 2006 года относилась к Елгозинскому сельскому округу. Население — 10 чел. (2010).

## Население
| 1852 | 1859 | 1890 | 1926 | 2002 | 2006 | 2010 |
| ---- | ---- | ---- | ---- | ---- | ---- | ---- |
| 175  | ↘152 | ↘90  | ↗180 | ↘3   | →3   | ↗10  |

## География
Расположена в юго-западной части района, вблизи автодороги Р107 Клин — Лотошино, примерно в 25 км к юго-западу от города Клина, с которым связана автобусным сообщением. В деревне одна улица — 1-я Дачная. Ближайшие населённые пункты — деревни Новиково и Лукино.

## Исторические сведения
В «Списке населённых мест» 1862 года Спецева — владельческая деревня 1-го стана Клинского уезда Московской губернии по правую сторону Волоколамского тракта, в 30 верстах от уездного города, при колодцах, с 28 дворами и 152 жителями (75 мужчин, 77 женщин).
По данным на 1890 год входила в состав Петровской волости Клинского уезда, число душ составляло 90 человек.
В 1913 году — 34 двора.
По материалам Всесоюзной переписи населения 1926 года — деревня Новиковского сельсовета Петровской волости, проживало 180 жителей (69 мужчин, 111 женщин), насчитывалось 39 хозяйств.
С 1929 года — населённый пункт в составе Клинского района Московской области.